# Claro Open Colombia 2015
Claro Open Colombia 2015 byl tenisový turnaj pořádaný jako součást mužského okruhu ATP World Tour, který se hrál na otevřených dvorcích s tvrdým povrchem v areálu Centro de Alto Rendimiento. Konal se mezi 20. až 26. červencem 2015 v kolumbijském hlavní městě Bogotě jako 3. ročník turnaje.
Turnaj s rozpočtem 768 915 dolarů patřil do kategorie ATP World Tour 250. Nejvýše nasazeným hráčem ve dvouhře sestala světová čtyřiadvacítka Ivo Karlović z Chorvatska, která vypadla v semifinále. Titul z předchizího ročníku obhájil Australan Bernard Tomic. Deblovou trofej si odvezla francouzsko-česká dvojice Édouard Roger-Vasselin a Radek Štěpánek.

## Rozdělení bodů a finančních odměn

### Rozdělení bodů
| Soutěž       | vítězové | finalisté | semifinalisté | čtvrtfinalisté | 16 v kole | 32 v kole | Q  | Q3 | Q2 | Q1 |
| ------------ | -------- | --------- | ------------- | -------------- | --------- | --------- | -- | -- | -- | -- |
| dvouhra mužů | 250      | 150       | 90            | 45             | 20        | 0         | 12 | 6  | 0  | 0  |
| čtyřhra mužů | 250      | 150       | 90            | 45             | 0         |           |    |    |    |    |

### Finanční odměny
| Soutěž                              | vítězové | finalisté | semifinalisté | čtvrtfinalisté | 16 v kole | 32 v kole | Q2     | Q1   |
| dvouhra                             | $124 325 | $65 480   | $35 470       | $20 210        | $11 910   | $7 550    | $1 135 | $545 |
| čtyřhra                             | $37 770  | $19 860   | $10 760       | $61 600        | $3 600    | —         | —      | —    |
| částka ve čtyřhře je uvedena na pár |          |           |               |                |           |           |        |      |

## Mužská dvouhra

### Nasazení
| Stát                             | Hráč                   | ATP | Nasazení |
| -------------------------------- | ---------------------- | --- | -------- |
| Chorvatsko                       | Ivo Karlović           | 24. | 1.       |
| Austrálie                        | Bernard Tomic          | 25. | 2.       |
| Francie                          | Adrian Mannarino       | 35. | 3.       |
| Dominikánská republika           | Víctor Estrella Burgos | 43. | 4.       |
| Kypr                             | Marcos Baghdatis       | 48. | 5.       |
| Austrálie                        | Samuel Groth           | 68. | 6.       |
| Tunisko                          | Malek Džazírí          | 85. | 7.       |
| Spojené království               | James Ward             | 89. | 8.       |
| Žebříček ATP k 13. červenci 2015 |                        |     |          |

### Jiné formy účasti
Následující hráči obdrželi divokou kartu do hlavní soutěže:
- Nicolás Barrientos
- Daniel Elahi Galán
- Radek Štěpánek

Následující hráči postoupili z kvalifikace:
- Marcelo Demoliner
- Matthew Ebden
- Alejandro Gómez
- Alexander Sarkissian

### Odhlášení
před zahájením turnaje
- James Duckworth → nahradil jej Édouard Roger-Vasselin
- Vasek Pospisil → nahradil jej Rajeev Ram

## Mužská čtyřhra

### Nasazení
| Stát                                                                        | Hráč              | Stát        | Hráč           | ATP  | Nasazení |
| --------------------------------------------------------------------------- | ----------------- | ----------- | -------------- | ---- | -------- |
| Filipíny                                                                    | Treat Conrad Huey | USA         | Rajeev Ram     | 92.  | 1.       |
| Austrálie                                                                   | Samuel Groth      | Austrálie   | Chris Guccione | 109. | 2.       |
| Chorvatsko                                                                  | Mate Pavić        | Nový Zéland | Michael Venus  | 113. | 3.       |
| Spojené království                                                          | Jonathan Marray   | Pákistán    | Ajsám Kúreší   | 117. | 4.       |
| Žebříček ATP k 13. červenci 2015; číslo je součtem umístění obou členů páru |                   |             |                |      |          |

### Jiné formy účasti
Následující páry obdržely divokou kartu do hlavní soutěže:
- Alejandro Falla /  Alejandro González
- Juan Sebastián Gómez /  Eduardo Struvay

## Přehled finále

### Mužská dvouhra
- Bernard Tomic vs.  Adrian Mannarino, 6–1, 3–6, 6–2

### Mužská čtyřhra
- Édouard Roger-Vasselin /  Radek Štěpánek vs.  Mate Pavić /  Michael Venus, 7–5, 6–3